# Catla catla
Catla catla és una espècie de peix cipriniforme de la família dels ciprínids que es troba a Àsia: el Pakistan, l'Índia, Bangladesh, el Nepal i Myanmar.
És un peix bentopelàgic i de clima subtropical (18 °C-28 °C). Els mascles poden assolir 182 cm de longitud total i 38,6 kg de pes.